# Pic Tetnouldi
Le pic Tetnouldi (en géorgien თეთნულდი) est un mont proéminent de la partie centrale de la chaîne du Grand Caucase, situé dans la région géorgienne de Svanétie. Selon la plupart des sources, le Tetnouldi est le 10e plus haut sommet de tout le Caucase. Les flancs de la montagne sont glacés à partir de 3 000 mètres d'altitude.